# Eddie Hernández
Eddie Gabriel Hernández Padilla (Trujillo, 27 febbraio 1991) è un calciatore honduregno, attaccante dell'Olancho.

## Carriera

### Club
Ha iniziato a giocare a calcio nel Platense, debuttando in prima squadra nel 2007 a 16 anni. Dopo cinque stagioni chiuse con un totale di 6 reti in 51 presenze passa in prestito all'Häcken, squadra del massimo campionato svedese, con cui non scende mai in campo in gare di campionato. Dopo sei mesi in Europa decide di tornare in patria, venendo acquistato dal C.D. Motagua, con cui il 14 ottobre 2012 segna i suoi primi gol nella partita vinta per 3-0 contro il C.S. Vida. In seguito gioca nel C.S. Vida, con cui segna 23 gol in 33 partite per poi essere ceduto al Correcaminos, nella massima serie messicana; con la squadra messicana gioca 16 partite e segna 4 gol in campionato; gioca inoltre una partita (nella quale realizza anche una rete) in CONCACAF Champions League. A fine anno torna in patria, al Motagua, con cui segna 11 reti in 18 presenze in campionato ed un gol in 2 presenze in CONCACAF Champions League per poi passare nel 2016 al Qingdao Zhongneng, formazione della seconda serie cinese, con la quale in 23 partite di campionato segna 7 reti; nel gennaio del 2017 passa al Deportes Tolima, formazione della prima divisione colombiana. In seguito nel 2018 gioca prima in Kazakistan all'Ertis (8 presenze ed una rete in campionato) e successivamente in Iran allo Zob Ahan.

### Nazionale
Nel 2010 esordisce con l'Under-20, con la cui maglia colleziona complessivamente 4 gol in 7 partite. Nel 2011 inizia a giocare in Under-23, per un totale di 7 presenze e 5 gol. Il 30 maggio 2011 esordisce in nazionale, in un'amichevole pareggiata per 2-2 contro El Salvador. Partecipa ai Giochi Olimpici di Londra 2012, nei quali ha esordito il 26 luglio nella partita pareggiata per 2-2 contro il Marocco.
Ha partecipato alla CONCACAF Gold Cup del 2011 ed a quella del 2015.

## Palmarès

### Club

#### Competizioni nazionali
- Campionato honduregno: 1

Olimpia: Clausura 2019
- I-League: 1

Mohammedan: 2023-2024